# John Tate
John Torrence Tate Jr. (Minneapolis, 13 marzo 1925 – Lexington, 16 ottobre 2019) è stato un matematico statunitense, noto per molti contributi fondamentali nella teoria algebrica dei numeri, nella geometria aritmetica e geometria algebrica. Vincitore del premio Wolf nel 2002 e del premio Abel nel 2010.